# Shy
Shy — британская рок-группа из Бирмингема.

## История
Группа была сформирована в феврале 1983 году на базе существовавшего с 1980 года коллектива Trojan (не путать с группой новой волны британского хеви-метала Tröjan, которая выпустила альбом Chasing the Storm), в состав которого входили вокалист Тони Миллс, гитарист Стив Харрис (не путать с басистом Iron Maiden Стивом Харрисом), клавишник Падди МакКенна, басист Марк Бэдрик и ударник Алан Келли. Trojan исполняли более тяжёлую музыку, несвойственную Shy, на их концертах исполнялись среди прочего кавера Judas Priest, также выходцев из Бирмингема.
Постепенно музыка новой формации становилась всё более коммерческой и замысловатой, а привычка Тони Миллса наносить на лицо грим в стиле Дэвида Боуи только привлекала к выступлениям Shy дополнительное внимание. В следующем, 1983 году, ансамблю удалось заинтересовать новый независимый лейбл Ebony Records из Кингстон-апон-Халл. Первой опубликованной записью стала песня «Tonight» для сборника Metal Warriors. Несколько месяцев спустя, в конце того же года, вышел в свет дебютный альбом группы Once Bitten…Twice… Его продюсированием занимался основатель Ebony Records Дэррил Джонстон. Британская музыкальная пресса встретила диск восторженно. Претензии высказывались исключительно к неумелой работе продюсера.
Группа продолжила концертную деятельность. Грим Миллса вызывал у публики неизбежные ассоциации с вокалистом Marillion, набиравших обороты в ту пору и использовавших тот же приём. Дабы пресечь эти сравнения, было принято решение отказаться от макияжа. Между тем в составе квинтета назрели изменения. Чрезмерное увлечение бас-гитариста кунг-фу влекло за собой повышенный травматизм пальцев рук, как следствие, 13 сентября 1984 года ему пришлось покинуть коллектив. Замена нашлась уже 17 сентября в лице Роя Дэвиса. Так был сформирован классический состав Shy. В таком виде, в канун Католического Рождества 1984 года прошли несколько совместных шоу с Magnum и Twelfth Night.
Одновременно группа подошла к подписанию контракта с крупным лейблом RCA Records. Свой второй альбом записывался с Тони Платтом, в чьём портфолио уже были работы с Iron Maiden, Samson, Krokus, Motörhead, Manowar и Uriah Heep. Собственно, закончив работу над логплейем Equator последних, Платт смог заняться Shy. Запись проходила весной 1985 года в Стритли, предместье Рединга, в студии Genetic Studios, в которой же недавно записывали Equator. Более того, двух участников Uriah Heep привлекли спеть партии бэк-вокала к песням пластинки, получившей название Brave the Storm. Её релиз состоялся 14 мая 1985 года и позиционировался в прессе как дебютный альбом группы. Музыкальные критики на родине музыкантов снова восприняли новую работу крайне благожелательно. Особо выделяли мощный вокал Миллса, сопоставимый по силе воздействия с голосом Джеффа Тейта из Queensrÿche, и «неподражаемые клавишные» в исполнении Падди МакКенны. Саму группу провозгласили британским ответом американской AOR-сцене, способной поколебать господство янки на ней, и прочили ей большое будущее. В то же время промоушен-кампания была омрачена ошибкой RCA Records. Ведущий сингл «Hold On (To Your Love)» был дисквалифицирован составителями хит-парада аудиторской компанией Gallup Organization из-за наличия в упаковке предоставленного экземпляра бесплатной футболки.
Следующие полтора года Shy занимались раскруткой альбома Brave the Storm и написанием нового материала. Начало было положено небольшим сольным туром в июне 1985 года, в ходе которого квинтет посетил Кардифф, Бирмингем, Ньюкасл, Ноттингем и Манчестер. В ноябре того же года группа сопровождала UFO, отыграв полтора десятка концертов по городам Соединённого Королевства. В марте-апреле следующего года Shy были на разогреве у Twisted Sister в их британском турне. Причём сет-лист выступления уже наполовину состоял из песен будущего альбома.

## Состав группы

### Нынешний состав
- Ли Смолл — вокал (2007—настоящее время)
- Рой Дэвис — бас-гитара (1983—настоящее время)
- Джой Баскеттс — клавишные (2005—настоящее время)
- Боб Ричардс — ударные (2002—настоящее время)

### Бывшие участники
- Тони Миллc — вокал (1982—1990, 2000—2006†)
- Стив Харрис — гитара (1982—2011†)
- Алан Келли — ударные (1980—2000)
- Падди МакКенна — клавишные (1982—2002)
- Джон Фрэнсис — вокал (1990—1993)
- Джон (Уорди) Уорд — вокал (1993—2000)
- Иэн Ричардсон — гитара (2005—2010)
- Марк Бэдрик — бас-гитара (1980—1983)

## Дискография
- 1983 — Once Bitten…Twice…
- 1985 — Brave the Storm
- 1987 — Excess All Areas
- 1989 — Misspent Youth
- 1994 — Welcome to the Madhouse
- 1999 — Regeneration
- 1999 — Live in Europe (концертный)
- 1999 — Let the Hammer Fall
- 2001 — Breakaway (EP)
- 2002 — Unfinished Business
- 2005 — Sunset and Vine
- 2006 — Reflections: The Anthology 1983—2005 (компиляция)
- 2011 — Shy